# Pon Gaya
Karak o Pon Gaya fou un petit regne membre de la confederació de Gaya, al sud-est de Corea. La seva capital fou a Kimhae. A la meitat del segle i es coneix un rei de nom Taejo i probablement a finals del segle o principis del segle ii va passar a Geumgwan.